# Sebastião Tomás
Sebastião Tomás OP (* 3. April 1876 in Roussennac, Frankreich; † 19. Dezember 1945) war Prälat von Santíssima Conceição do Araguaia.

## Leben
Sebastião Tomás trat der Ordensgemeinschaft der Dominikaner bei und empfing am 8. Januar 1899 das Sakrament der Priesterweihe.
Am 18. Dezember 1924 ernannte ihn Papst Pius XI. zum Titularbischof von Plataea und zum Prälaten von Santíssima Conceição do Araguaia. Der Bischof von Porto Nacional, Raymond Dominique Carrerot OP, spendete ihm am 15. November 1925 die Bischofsweihe; Mitkonsekratoren waren der Bischof von Ribeirão Preto, Alberto José Gonçalves, und der Bischof von Uberaba, Antônio de Almeida Lustosa SDB.